# Liste der Monuments historiques in Rauzan
Die Liste der Monuments historiques in Rauzan führt die Monuments historiques in der französischen Gemeinde Rauzan auf.

## Liste der Bauwerke
| Bezeichnung                    | Beschreibung | Standort | Kennzeichnung | Schutzstatus | Datum | Bild           |
| ------------------------------ | ------------ | -------- | ------------- | ------------ | ----- | -------------- |
| Schloss Rauzan                 |              | (Lage)   | PA00083693    | Classé       | 1862  | weitere Bilder |
| Befestigung von Schloss Rauzan |              | (Lage)   | PA00125244    | Inscrit      | 1993  |                |
| Kirche St-Pierre               |              | (Lage)   | PA33000049    | Classé       | 2003  | weitere Bilder |

## Liste der Objekte
- Monuments historiques (Objekte) in Rauzan in der Base Palissy des französischen Kultusministeriums